# Włodzimierz Szaranowicz
Włodzimierz Szaranowicz (nascido em 21 de março de 1949 em Varsóvia) é um jornalista e comentarista esportivo polonês de ascendência montenegrina. Graduou-se da High School de classes L integração com eles. Ruy Barbosa, em Varsóvia.Formado pela Academia de Varsóvia de Educação Física. Em sua juventude jogou basquete no-AD e Varsóvia, na sequência de um acidente terminou a sua carreira desportiva. Então ele se concentrou em jornalismo. Na TV polonesa estréia na revista para crianças e jovens Teleranek.